# Halil İbrahim Pehlivan
Halil İbrahim Pehlivan (* 21. August 1993 in Ankara) ist ein türkischer Fußballspieler.

## Karriere
Pehlivan begann mit dem Vereinsfußball in der Jugend von Gençlerbirliği Ankara und wurde 2007 an die Nachwuchsabteilung von Hacettepe SK abgegeben, dem Zweitverein von Gençlerbirliği. Im Sommer 2012 kehrte er in den Nachwuchs von Gençlerbirliği zurück und spielte hier bis zum Frühjahr 2012. Anschließend wechselte er, mit einem Profivertrag ausgestattet, zu Hacettepe SK. Bei dem Viertligisten spielte er in der ersten Spielzeit in sechs Ligapartien und stieg in der Saison 2013/14 zum Stammspieler auf. In dieser Saison wurde er mit seinem Team auch Play-off-Sieger der TFF 3. Lig und stieg somit in die TFF 2. Lig auf. Nach diesem Erfolg wurde er von Gençlerbirliği verpflichtet. Bei diesem Klub spielte er die Hinrunde der Saison 2014/15 für die Reservemannschaft und begann erst ab Dezember 2014 auch für die Profimannschaft aufzulaufen.
Für die Rückrunde der Saison 2016/17 wurde er an den Ligarivalen Adanaspor ausgeliehen.

## Erfolge
Mit Hacettepe SK
- Play-off-Sieger der TFF 3. Lig und Aufstieg in die TFF 2. Lig: 2013/14